# تعديل عصبي

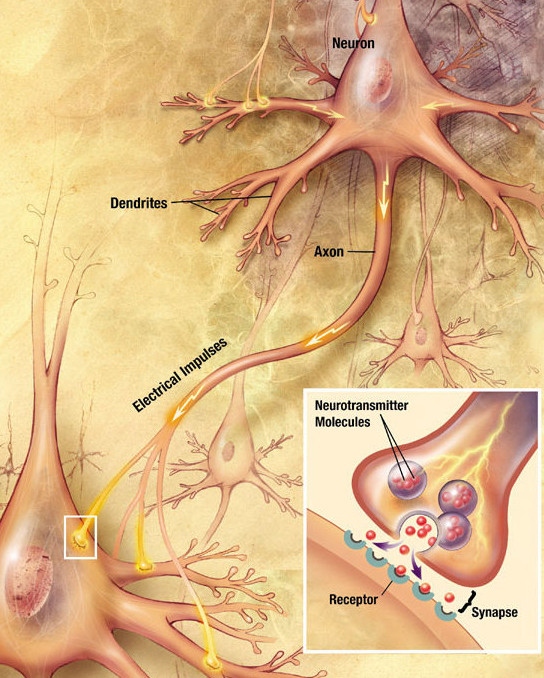

التعديل العصبي هو عملية فسيولوجية يقوم فيها عصبون ما باستخدام واحدة أو أكثر من المواد الكيميائية في الوسط المحيط من أجل ضبط عمل مجموعة متعددة من العصبونات الأخرى. تسمى المواد الكيميائية المستخدمة في هذه العملية المُعَدِّلات العصبية. تقوم المعدِّلات العصبية نمطياً بالارتباط بمستقبلات مقترنة بالبروتين G (ميتابوتروبية) من أجل الحث على تأشير سلسلة رسائل متتالية من الإشارات، والتي تعطي بمجموعها إشارة مستديمة، قد يمتد طولها من مئات الميلي ثانية إلى عدة دقائق. تتضمن الآثار الناتجة عن التعديل العصبي كل من الظواهر التالية على سبيل المثال: ضبط التيارات الكهربائية العصبية المعتمدة على الجهد الكهربائي؛ وتغيير نجاعة التشابك العصبي وزيادة نشاط الاندفاع؛ وإعادة تشكيل الاتصالية المشبكية.
إن أغلب المعدلات العصبية الرئيسية في الجهاز العصبي المركزي هي الدوبامين والسيروتونين والأسيتيل كولين والهستامين والنورإبينفرين؛ بالإضافة إلى العديد من الببتيدات العصبية. تتعبأ المعدلات العصبية داخل حويصلات وتتحرر من العصبونات وتفرَز على شكل هرمونات إلى أن تصل وجهتها عبر النقل بواسطة جهاز الدوران. ينتهي المطاف ببعض المعدلات العصبية أحياناً بأن تقضي وقتاً معتبراً في السائل الدماغي الشوكي مما يؤثر على (أو يعدل) من نشاط وفعالية العديد من العصبونات الأخرى داخل الدماغ.

## الأنظمة العصبية المعدلة
تشمل الأنظمة الرئيسية للناقلات العصبية النظام النورأدرينالي، نظام الدوبامين، نظام السيروتونين، والنظام الكولينيرجي. تؤثر الأدوية التي تستهدف الناقل العصبي لهذه الأنظمة على النظام بأكمله، وهو ما يفسر طريقة عمل العديد من الأدوية.
من ناحية أخرى، تُستخدم معظم الناقلات العصبية الأخرى مثل الجلوتامات، غابا، والجلايسين بشكل عام في جميع أنحاء الجهاز العصبي المركزي.

### النظام النورأدرينالي
يتكون النظام النورأدرينالي من حوالي 15,000 خلية عصبية، تقع بشكل رئيسي في الموضع الأزرق (النواة الزرقاء). وهذا يعد ضئيلًا مقارنةً بأكثر من 100 مليار خلية عصبية في الدماغ. كما هو الحال مع الخلايا العصبية الدوبامينية في المادة السوداء، العصبونات في الموضع الأزرق تميل لأن تكون مخضّبة بالميلانين. يتم إفراز النورأدرينالين من الخلايا العصبية ويؤثر على المستقبلات الأدرينالية. غالبًا ما يتم إفراز النورأدرينالين بشكل ثابت لكي يُعد الخلايا الدبقية المساندة للاستجابات المحسوبة. على الرغم من احتواء النظام على عدد صغير نسبيًا من الخلايا العصبية، إلا أنه عند تنشيطه، يلعب دورًا كبيرًا في الدماغ، بما في ذلك المشاركة في قمع الاستجابة العصبية الالتهابية، تحفيز اللدونة العصبية من خلال LTP، تنظيم امتصاص الجلوتامات بواسطة الخلايا النجمية و LTD، وترسيخ الذاكرة.

### النظام الدوباميني
يتكون النظام الدوباميني أو النظام الدوباميني من عدة مسارات، تبدأ من المنطقة السقيفية البطينية أو المادة السوداء على سبيل المثال. وهو يعمل على المستقبلات الدوبامينية. يرتبط مرض باركنسون جزئيًا على الأقل بفقدان الخلايا الدوبامينية في النوى العميقة للدماغ، وخاصة الخلايا العصبية الصبغية الملانينية في المادة السوداء ولكن بشكل ثانوي الخلايا العصبية النورأدرينالية في النواة الزرقاء. اقتُرحت علاجات تقوي تأثير سلائف الدوبامين ونجحت هذه العلاجات بشكل معتدل.

#### علم الأدوية للدوبامين
- على سبيل المثال، يقوم الكوكايين بحظر إعادة امتصاص الدوبامين، مما يترك هذه الناقلات العصبية في الفجوة التشابكية لفترة أطول. يقوم AMPT بمنع تحويل التيروزين إلى L-DOPA، وهو السلف للدوبامين؛ بينما يقوم الريسيربين بمنع تخزين الدوبامين داخل الحويصلات؛ ويقوم الديبريليل بتثبيط أكسيداز الأحادية (MAO)-B وبالتالي يزيد من مستويات الدوبامين.

#### النظام السيروتونيني
يُشكل السيروتونين الذي يُنتج في الدماغ من حوالي 10% من إجمالي السيروتونين في الجسم. أما الغالبية (80-90%) فهي موجودة في الجهاز الهضمي (GI). يسافر عبر الدماغ على طول حزمة الدماغ الأمامية ويؤثر على المستقبلات السيروتونينية. في الجهاز العصبي المحيطي (مثل جدار الأمعاء)، ينظم السيروتوني توتر الأوعية الدموية.

### علم الأدوية للسيروتونين
مثبطات استرداد السيروتونين الانتقائية (SSRIs) مثل الفلوكستين هي مضادات اكتئاب تستخدم على نطاق واسع والتي تعوق بشكل خاص إعادة امتصاص السيروتونين مع تأثير أقل على الناقلات العصبية الأخرى. كما أن مضادات الاكتئاب ثلاثية الحلقات تمنع أيضًا إعادة امتصاص الأمينات البيوجينية من التشابك العصبي، ولكنها قد تؤثر بشكل رئيسي على السيروتونين أو النورأدرينالين أو كلاهما. عادةً ما تستغرق هذه العلاجات من أربعة إلى ستة أسابيع لتخفيف أعراض الاكتئاب. ويتم اعتبارها ذات تأثيرات فورية وطويلة المدى.
مثبطات أكسيداز الأحادية تسمح بإعادة امتصاص ناقلات الأمينات البيوجينية من التشابك العصبي، لكنها تثبط إنزيمًا يدمر عادةً بعض هذه الناقلات بعد إعادة امتصاصها. وبالتالي فإن المزيد من هذه الناقلات العصبية (وخاصة السيروتونين، النورأدرينالين والدوبامين) تصبح متاحة للإفراز إلى التشابكات العصبية. عادة ما تستغرق مثبطات MAO عدة أسابيع لتخفيف أعراض الاكتئاب.
على الرغم من أن التغيرات في الكيمياء العصبية تظهر فور تناول هذه الأدوية المضادة للاكتئاب، إلا أن الأعراض قد لا تبدأ في التحسن إلا بعد عدة أسابيع من تناولها. زيادة مستويات الناقلات العصبية في التشابك العصبي وحدها لا تخفف الاكتئاب أو القلق.

### النظام الكولينيرجي
يتكون النظام الكولينيرجي من خلايا عصبية من النواة المعينية العجزية، النواة القاعدية الأمامية، والنواة الشوكية والعصبية. لا يزال غير واضح ما إذا كان الأسيتيل كولين كعامل تعديل عصبي يعمل من خلال النقل الحجمي أو النقل العصبي الكلاسيكي، حيث توجد أدلة تدعم كلتا النظريتين. يرتبط الأسيتيل كولين بكل من المستقبلات الميتابوتروبية المسكارينية (mAChR) والمستقبلات الأيونية النيكوتينية (nAChR). لقد وُجد أن النظام الكولينيرجي يتدخل في الاستجابة للمحفزات المتعلقة بمسار المكافأة، وتعزيز اكتشاف الإشارات والانتباه الحسي، وتنظيم التوازن الداخلي، وتوسط استجابة الإجهاد، وترسيخ الذاكرة.

### غابا
حمض غاما-أمينوبيوتيريك (GABA) له تأثير مثبط على نشاط الدماغ والحبل الشوكي. غابا هو حمض أميني يُعد الناقل العصبي المثبط الرئيسي للجهاز العصبي المركزي (CNS). يقلل من الإثارة العصبية عن طريق تثبيط نقل الأعصاب. يؤثر غابا على مجموعة متنوعة من الوظائف أثناء التطور ويؤثر على الهجرة والتكاثر والتطور الشكلي السليم للخلايا العصبية. كما يؤثر على توقيت الفترات الحاسمة وربما يمهد لشبكات الأعصاب الأولى. هناك نوعان رئيسيان من مستقبلات GABA: GABAa و GABAb. تثبط مستقبلات GABAa إفراز الناقل العصبي و/أو الإثارة العصبية وهي قناة كلوريد مستقبلة مرتبطة بالليجاند. بينما تكون مستقبلات GABAb أبطأ في التفاعل نظرًا لأن مستقبلات GCPR التي تعمل على تثبيط الخلايا العصبية. قد يكون GABA مسؤولًا عن العديد من الاضطرابات من الفصام إلى الاكتئاب الرئيسي بسبب تأثيراته المثبطة التي يتم تثبيطها.